# Опнери
Опне́ри (рос. Опнеры, чув. Упнер) — присілок у складі Цівільського району Чувашії, Росія. Входить до складу Таушкасинського сільського поселення.
Населення — 79 осіб (2010; 95 у 2002).
Національний склад:
- чуваші — 100 %